# Ichthyaria profunda
Ichthyaria profunda is een mosdiertjessoort uit de familie van de Calwelliidae. De wetenschappelijke naam van de soort is voor het eerst geldig gepubliceerd in 1981 door d'Hondt.